# Florian Hudry
Pour les articles homonymes, voir Hudry.
Florian Hudry, né le 6 novembre 1994, est un coureur cycliste français, professionnel de 2017 à 2021.

## Biographie
Florian Hudry intègre en 2013 le club de DN1 du Vulco-VC Vaulx-en-Velin. Durant l'année 2015, il démontre ses qualités de grimpeur en terminant 18e du Tour de la Vallée d'Aoste, une course par étapes italienne réputée du calendrier international espoir. Au mois de septembre, il décide de s'engager pour la saison suivante en faveur de l'UC Monaco.
Il rejoint pour la saison 2017 l'équipe continentale Interpro Academy,.

## Palmarès
- 2012
  - 3e du Tour PACA juniors